# Ryōtarō Yamamoto
Ryōtarō Yamamoto (japanisch 山本 凌太郎 Yamamoto Ryōtarō; * 7. Dezember 1998 in der Präfektur Chiba) ist ein japanischer Fußballspieler.

## Karriere
Yamamoto erlernte das Fußballspielen in der Jugendmannschaft vom Ichikawa KIFC und vom Yokohama FC. Beim Yokohama FC unterschrieb er 2017 auch seinen ersten Vertrag. Der Verein aus Yokohama spielte in der zweiten japanischen Liga, der J2 League. 2020 wechselte er zum ebenfalls in Yokohama beheimateten Drittligisten YSCC Yokohama.